# 道の駅三笠
道の駅三笠（みちのえき みかさ）は、北海道三笠市岡山の国道12号と北海道道30号三笠栗山線との交点にある道の駅。

## 歴史
三笠市の自然環境活用施設「サンファーム三笠」として建設され、1993年（平成5年）4月22日に第1回登録103駅の1つとして登録された。
- 1988年（昭和63年） - サンファーム三笠開設、農業研修所や観光物産館として使用[2]。
- 1993年（平成5年）4月22日 - 道の駅制度発足時に登録（北海道第1号）[3]。
- 1995年（平成7年）4月29日[4] - 農業資料館「農の館」開業[5]。（現在は営業休止）
- 2007年（平成19年）12月20日 - 新売店棟開業、当初4店舗を設置[6]。
- 2008年（平成20年）
  - 6月25日 - 温浴施設「三笠天然温泉太古の湯」開業[7]。
  - 7月15日 - パークゴルフ場「三笠市パークゴルフ場サン・パーク」開業[8]。
- 2012年（平成24年）3月20日 - 太古の湯増築竣工、宿泊施設「別館 旅籠」開業[9]。
- 2017年（平成29年）
  - 4月29日 - 売店棟をリニューアル、「食の蔵みかさ」として8店舗に拡張[10]。
  - 6月16日 - 太古の湯宿泊新館「HOTEL TAIKO」開業[11]。

## 道路
直接連絡
- 国道12号 - 登録路線
- 北海道道30号三笠栗山線

間接連絡
- 北海道道116号岩見沢三笠線
- 北海道道275号月形峰延線

## 施設
事務所内には三笠で発掘されたアンモナイトの化石などが展示されている。
- 駐車場
  - 普通車：59台
  - 大型車：13台
  - 身障者用：2台
- トイレ
  - 男：大 7器（3器）、小 18器（11器）
  - 女：14器（8器）
  - 身障者用：2器（1器）

※（）内は、24時間利用可能
- 公衆電話：2台
- 公衆FAX：1台
- ファームセンター
  - 会議室あり。
  - 三笠市観光協会が入居
- 農業資料館「農の館」
  - 直径10m・幅60cmの大きな木製の水車をシンボルに据えた展示施設[13]。
- ラーメンだるまや三笠店（11:00 23:00）
- 屋外売店棟「食の蔵」
  - 農家の店（9:00 - 18:00、10月 - 3月 9:00 - 17:00）
  - 東山ファーム
  - 及川農園
  - みのる青果

## 休館日
- 毎週月曜日
- 年末年始（12月30日 - 1月4日）[1]

## 名物
- イカ墨の粉を用いた鶏唐揚「三笠石炭ざんぎ」をはじめ、揚げ納豆・美唄鶏めしなどを提供する7店舗が出店している[12]。

## 道の駅周辺
三笠市岡山地区や美唄市峰延町（みねのぶちょう）が近く、道央自動車道三笠ICへのアクセスもよい。
- 路線バス
  - 「峰岡」バス停（北海道中央バス滝岩線）
  - 「イオン三笠店」バス停（北海道中央バス滝岩線）
  - 「イオン三笠店南口」バス停（北海道中央バス三笠線）
- スーパーマーケット
  - イオン三笠ショッピングセンター
  - 峰延農業協同組合（JAみねのぶ）コープさっぽろJAみねのぶ店
- コンビニエンスストア
  - セブン-イレブン三笠道の駅店
- レジャー・温泉・スポーツ
  - 三笠天然温泉太古の湯
  - 三笠市パークゴルフ場「サン・パーク」